# Gustaf Edquist
Gustaf Henrik Edquist, född den 4 april 1870 i Arvika församling, död den 31 december 1937 i Saltsjöbaden, var en svensk industriman.

## Biografi
Edquist fick sin utbildning i Karlstad och därefter på Smedmans handelsskola i Stockholm. Han började 1891 på Gustaf de Lavals experimentverkstad och när AB de Lavals Ångturbin bildades 1893 inträdde han i detta bolag, först som kamrerare och från 1912, efter direktör Daniel Norrmans frånfälle, som bolagets verkställande direktör. Edquist ledde sedan företaget under 25 år fram till sin död då hans närmaste man Vilhelm Nordström tog över.
Han byggde under denna tid upp dotterbolag i Amerika, Spanien och Frankrike och organiserade nydanande försäljningsorganisationer för företagets produkter i bland annat Finland, Ryssland, Polen, Tyskland, Schweiz, Italien, Belgien, Holland, England, Danmark och Norge vilket gjorde honom till en flitig resenär till dessa länder.

## Uppdrag
Gustaf Edquist var även verkställande direktör för Svensk-ryska handelshuset Laval.
Styrelseordförande för Bergsunds Mekaniska Verkstads AB.
Styrelseledamot i De Laval Steam Turbine Coy. utanför New York och i AB Alfred Wesströms verktygsfabrik.
Han var kommunalt engagerad i Nacka från 1908 och var bland annat kommunalnämndens kassaförvaltare 1910–1914 och därefter ledamot i kommunalfullmäktige.
Ordförande i Moderata Valföreningen för Stockholms läns södra riksdagsmannavalkrets 1913–1918 och i Stockholms läns moderata förbund 1918–1920, som var Stockholmsavdelningen inom Allmänna valmansförbundet.

## Utmärkelser
- Invald i föreningen 1870 års män den 14 maj 1920.
- Utnämnd till Riddare av Vasaorden 1924.[10]
- Medlem i sällskapet Par Bricole 1896 och han blev medlem av högsta graden 1935.

## Familj
Gustaf Edquist dog i sitt hem i Saltsjöbaden på nyårsafton 1937 och är begravd i familjegraven invid Nacka kyrka.

## Fotnoter
1. ↑  Aktiebolaget de Lavals Ångturbin Stockholm : 1893-1918, Stockholm : Jacob Bagges söner, 1918, sid. 12–13.
2. ↑  de Lavals Ångturbin, AB i Vem var det? (1944), sidan 323.
3. ↑  Riksarkivet AB de Lavals Ångturbin
4. ↑  Svenska Dagbladet 1938-01-02, sid. 10.
5. ↑  Nyblom, Knut, "Föreningen 1870 års män vid sextio år: föreningen 1870 års mäns minnesbok, 1870-1930", 1929, sidan 38-39.
6. ↑  Troligen även benämnt Handelshuset Ångturbin Laval, Petersburg.
7. ↑  Svenska Dagbladet 1929-08-31, sid. 12.
8. ↑  Tidningen Saltsjöbaden, 1920. Tidningsnotis läst 2011.
9. ↑  Stockholms läns moderata förbund 1910-1935. Norrtälje : Norrtelje Tidn., 1935, sid. 14-15.
10. ↑  Sveriges statskalender 1925, sid 975. Sveriges statskalender 1925
11. ↑  Grav ID: 1 C 71 Nacka Norra, kvarter C, gravnummer 71.